# Trichoglottis zollingeriana
Trichoglottis zollingeriana là một loài thực vật có hoa trong họ Lan. Loài này được (Kraenzl.) J.J.Sm. miêu tả khoa học đầu tiên năm 1906.